# مانويل كانابال
مانويل كانابال (بالإسبانية: Manuel Canabal)‏ (10 نوفمبر 1974 بفوركاري في إسبانيا - ) هو لاعب كرة قدم إسباني في مركز الهجوم. لعب مع ديبورتيفو ألافيس ورايو فايكانو وريال بلد الوليد وريال مدريد ونادي بونتيفيدرا ونادي ليغانيس ونادي مالقا ونادي مريدا.